# Susannah Sheldon
Susannah Sheldon, una joven de dieciocho años procedente de Maine, fue una de las principales acusadoras durante los Juicios de Salem. Se desconoce su vida posterior.

## Juicios
Se proclamó "afligida" durante la última semana de abril de 1692, asegurando experimentar varios "encuentros espectrales" y el 24 de abril identificó a un rico comerciante, Phillip English, como su atormentador. Fue la primera en acusar al matrimonio English y al comerciante de Boston, Hezekiah Usher, de brujos. A lo largo de los juicios afirmó ser afligida por Bridget Bishop, Martha Corey, Sarah Good, John Willard, John Proctor, Lydia Dustin, Mary English y George Burroughs, presentando un total de veinticuatro acusaciones. La queja contra Hezekiah Usher fue retirada.
Durante los juicios, Sheldon aseguró experimentar toda la gama habitual de síntomas: apariciones espectrales de los acusados intentando convencerla de firmar en el libro del Diablo, visiones de fantasmas de fallecidos y de los espíritus familiares, serpientes y pájaros amarillos, junto a los acusados y sentir que la ahogaban o apresaban sus manos.

## Causas
Los expertos los atribuyen a una amplia variedad de causas: fraude, intoxicación de ergot, histeria o trastorno postraumático. La autora Mary Beth Norton defiende la última, conectándolo con los ataques indios en Maine. Susan, entonces apenas un bebé, y su familia sobrevivieron a un ataque indio a su pueblo en 1675 y su hermano mayor, Godfrey, había muerto en una emboscada india en julio de 1690.